# دينيس سميث (لاعب كرة قدم)
دينيس سميث (بالإنجليزية: Denis Smith)‏ هو لاعب كرة قدم بريطاني في مركز ظهير ‏، ولد في 23 ديسمبر 1932 في غريمسبي ‏ في المملكة المتحدة. لعب مع غريمسبي تاون.